# Обелиск погибшим в годы Гражданской войны
Обелиск погибшим в годы Гражданской войны — обелиск в городе Ульяновск. С 1957 года — объект культурного наследия регионального значения.

## История
Первыми на Венце были похоронены погибшие каппелевцы, когда в июле 1918 года отряды В. О. Каппеля взяли Симбирск. На братской могиле установили большой крест и деревянный обелиск. Но в 1919 году обелиск зарос бурьяном, а потом его кто-то поджёг.
В сентябре 1918 года, после взятия Симбирска бойцами Железной дивизии, здесь в братской могиле были погребены погибшие красноармейцы, участвовавшие в Симбирской операции. 23 марта 1919 года к бойцам Железной дивизии подхоронили красноармейцев и советских работников в количестве 21 человека, павших при подавлении Чапанного восстания, бушевавшего на протяжении марта 1919 года в Сенгилеевском, Сызранском и Карсунском уездах Симбирской губернии и Ставропольском уезде Самарской. 10 марта 1920 года на Венце упокоились ещё десять бойцов квартировавшей в Симбирске 30-й бригады ВОХР, погибших в Бугульминском уезде Самарской губернии при подавлении Вилочного восстания.
В 1924 году губернский отдел местного хозяйства поручил архитектору Феофану Евтихиевичу Вольсову (1879—1945) составить проект памятника, положив в его основу «принцип экономности и дешевизны». Согласно заданию архитектура монумента исключала скульптурные изображения и он не должен был повредить захоронения. Но несколько месяцев спустя на подвигах решили не экономить. Объявлялись конкурсы и в апреле 1926 года был утверждён проект, предложенный будущим академиком, признанным классиком соцреализма художником Аркадием Александровичем Пластовым (1893—1972): скульптурная группа на постаменте, украшенном четырьмя барельефами, изображающими различные эпизоды Гражданской войны. Но в мае 1926 года в Ульяновск пришло закрытое циркулярное предписание Президиума ЦИК СССР об обязательном предварительном утверждении ВЦИК проектов на сооружение памятников деятелям революции и другим лицам. Поэтому Губисполком вынужден был отказаться от проекта Аркадия Пластова и вернуться к проекту Феофана Вольсова. Памятник «Борцам революции» торжественно открыли в 1927 году. 12 сентября 1948 года, в 30-ю годовщину освобождения Симбирска-Ульяновска от белогвардейцев, обелиск украсила табличка из белого мрамора: «Героям красноармейцам, павшим в бою за освобождение Симбирска 12 сентября 1918 года». А 12 сентября 1968 года, в день 50-летия освобождения Симбирска-Ульяновска от белогвардейцев, перед монументом был торжественно зажжён Вечный огонь. С этого же времени началась работа по выяснению имён тех, кто был погребён в братской могиле. 8 ноября 1988 года у подножия обелиска установили гранитные плиты с именами 20 человек. При благоустройстве Нового Венца в 2010—2011 годах плиты были обновлены, ныне на них выбито 49 имён.

## Описание
Обелиск торжественно открыли к десятилетию Октябрьской революции 7 ноября 1927 года, в историческом центре, на бульваре Новый Венец, напротив Дома-памятника Гончарову. Обелиск из серого уральского гранита представляет собой стелу высотой 7 метров в виде усеченной пирамиды. Вечный огонь, зажжённый в 1968 году (к 50-летию освобождения Симбирска от белогвардейцев), оформлен в виде бронзовой пятиконечной звезды. На лицевой грани — мемориальная доска: «Героям-красноармейцам, павшим в бою за освобождение Симбирска 12 сентября 1918 г.».
«Обелиск с братской могилой красноармейцев, погибших 12 сентября 1918 г. в бою за город» является объектом культурного наследия регионального значения на основании Решения исполкома Ульяновского областного Совета депутатов трудящихся от 16.03.1957 г. № 223/5 и Распоряжения главы администрации Ульяновской области от 10.09.1997 г. № 918-р.

## Обелиск в филателии
- В 1956 году Министерство связи СССР выпустило художественный конверт — «Ульяновск. Памятник воинам Красной Армии»[6];
- В 1969 году вышел ХМК СССР — «Ульяновск. Памятник бойцам, павшим при освобождении Симбирска от белогвардейцев в 1918 году» (худ. А. Зубов)[7];
- В 2008 году Министерство связи России выпустило ХМК — «Ульяновску 360 лет. Бульвар Новый Венец (изображён Обелиск)»[8];

## Галерея

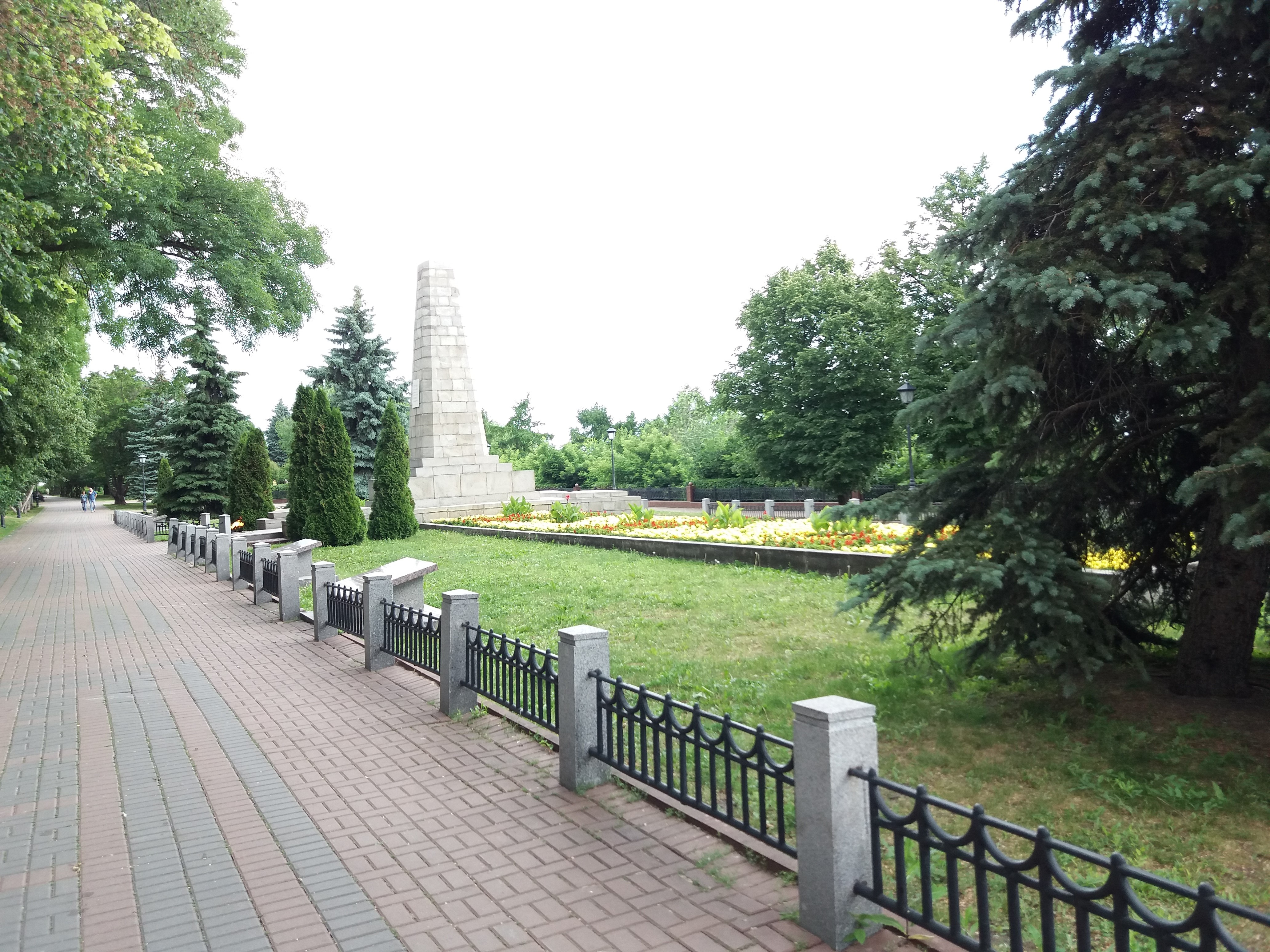
Обелиск Героям Гражданской войны.
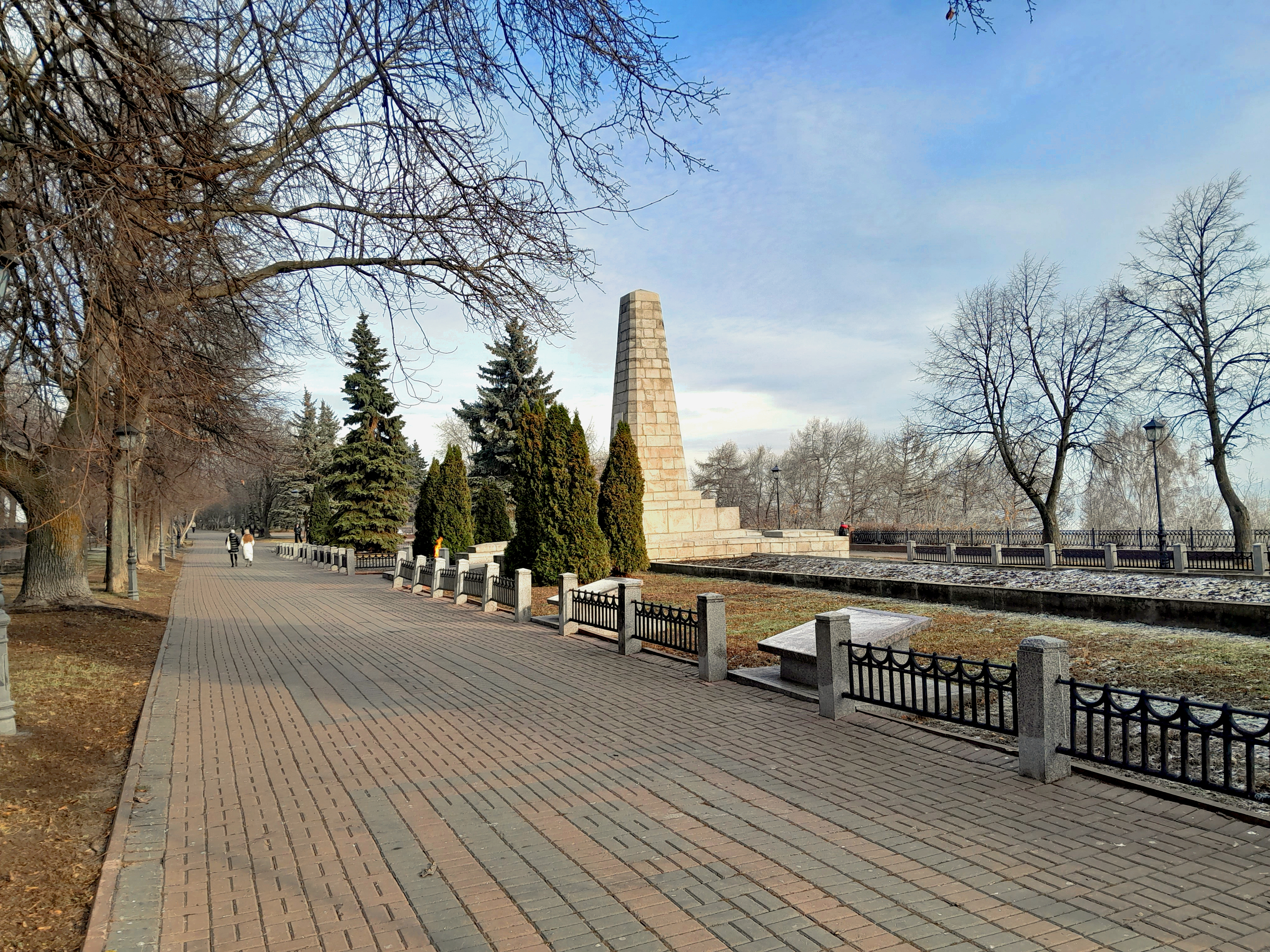
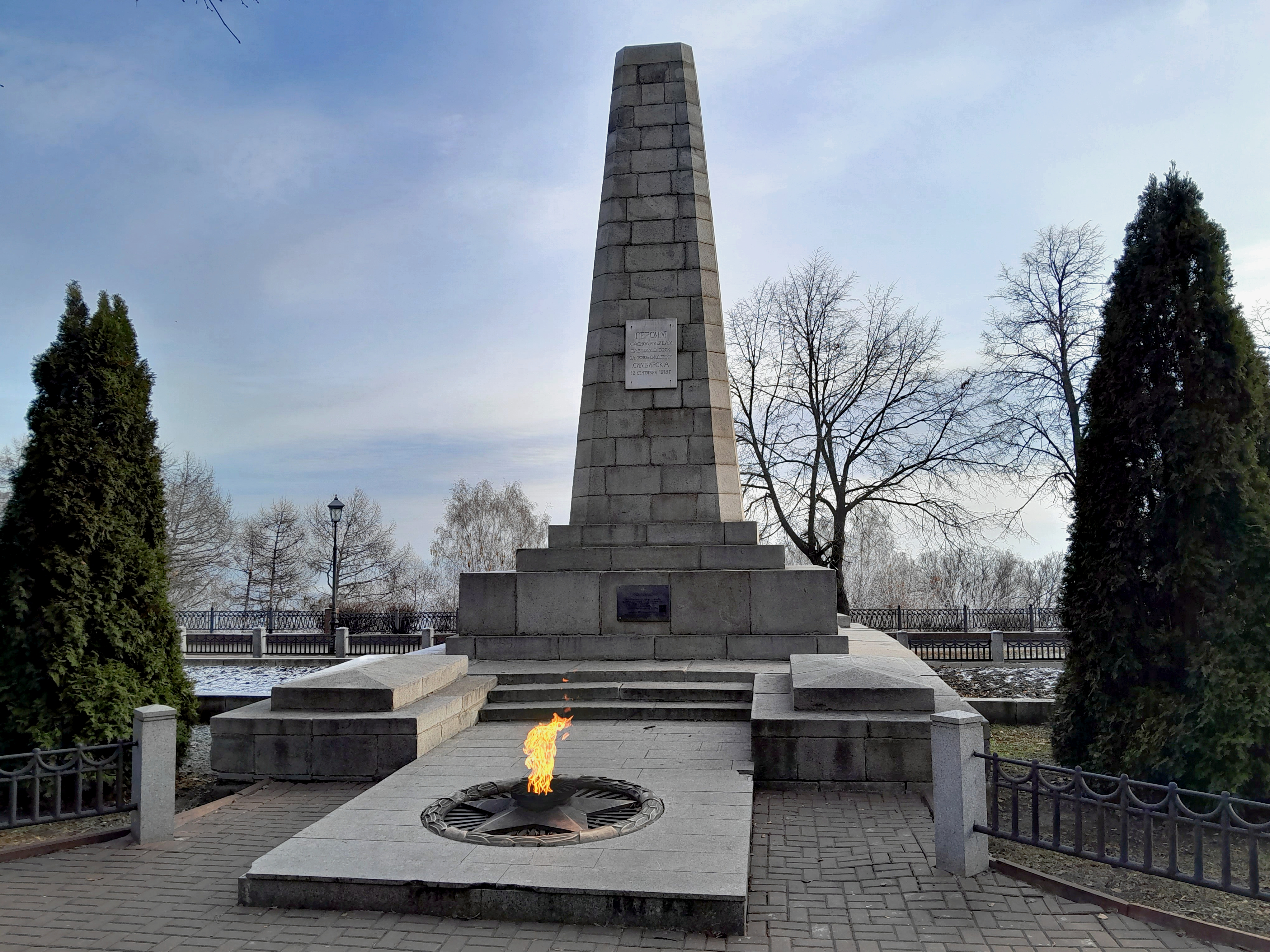
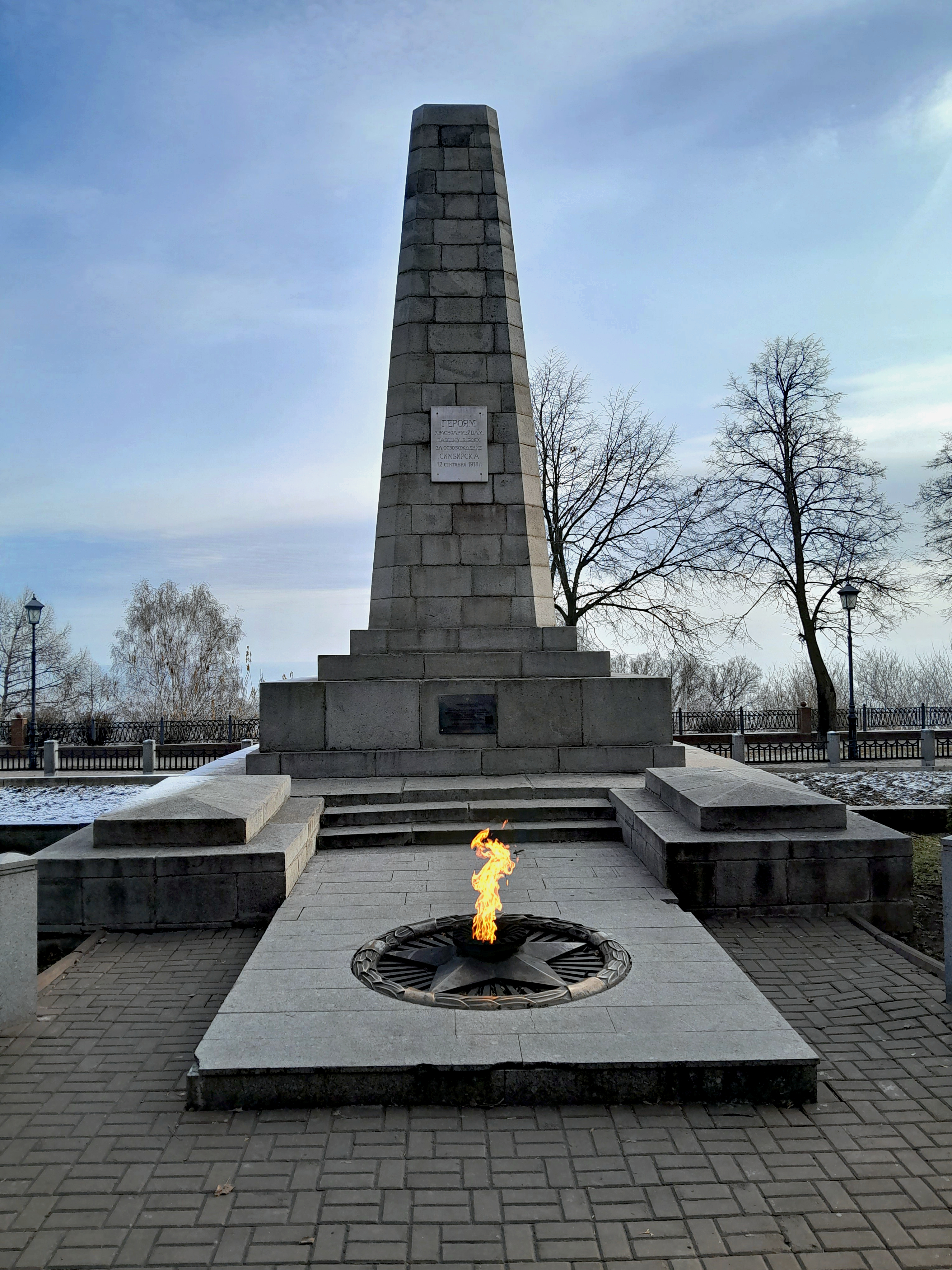
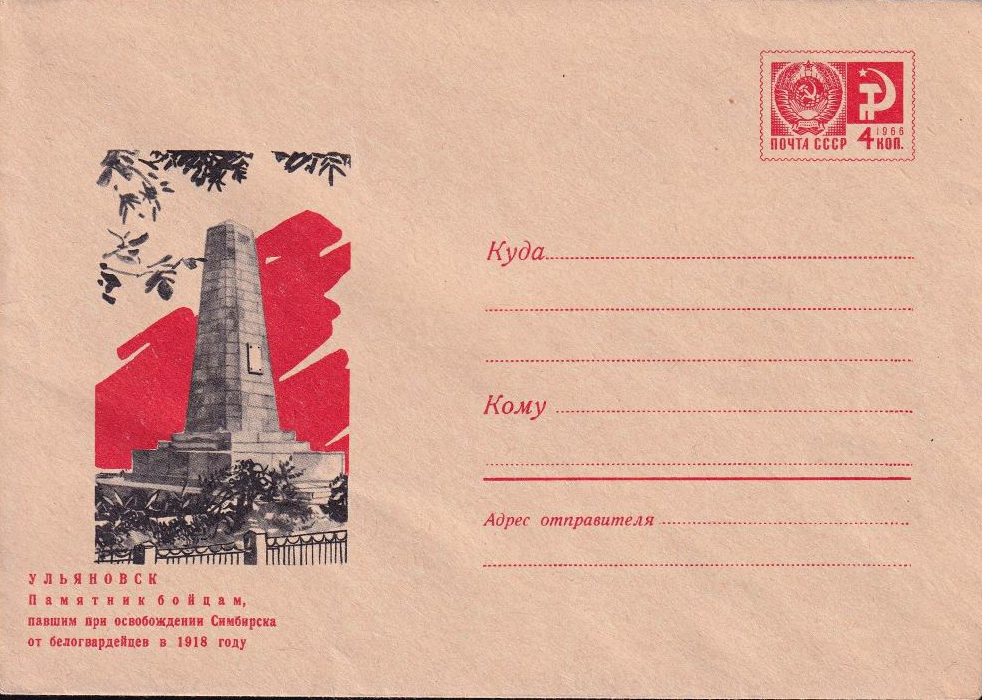
ХМК СССР, 1969. «Ульяновск. Памятник бойцам, павшим при освобождении Симбирска».